# 藤野由佳
藤野 由佳（ふじの ゆか、1月15日 - ・O型）は、日本のアコーディオン奏者・作曲家である。

## 概要
幼少の頃からクラシックピアノを学び、20歳を過ぎてピアノ・アコーディオンと出会う。以後、アイルランドやスコットランドの伝統音楽をライフワークと定め、2003年からはアイリッシュハープ奏者木村林太郎と共にRivendell（リヴェンデル）を結成。近年はオリジナル曲も発表する。トラッドの「うたごころ」を大切に弾くアコーディオン奏者。東京都内ライブハウス等での演奏出演、バンドのサポートミュージシャンとしても活動中。2005年ごろよりZABADAKの吉良知彦と交流を深め、2006年はZABADAK with Rivendellのユニットで全国ツアーを敢行した。

## ディスコグラフィ

### アルバム

#### ソロ
- 桜の夢の中 2008年4月13日発売
- 心ふるわすもの 2013年6月30日発売

#### Rivendell
- Blessing
- エオリアン(Aeolian)

#### オオフジツボ
太田光宏（ギター）、藤野由佳（アコーディオン）、壷井彰久（ヴァイオリン）によるトリオ。トリオ名は3人の頭文字に拠る。
- 空の鼓動（アコーディオン、「海鳴り」「country life」「紫陽花の庭」作曲）
- 夢のあと（アコーディオン、「yumenoato」「優しい闇」「Go! Chuo Line」「Alexandrite set」作曲）

#### 蛇腹姉妹
監督・脚本丸幸徳によるインディーズ映画『ジャバラ姉妹』（2007年）に藤野は主演として出演している。
この映画で共演した佐々木絵実とアコーディオンデュオ『蛇腹姉妹』を2006年に結成し、映画の音楽を担当するとともに、アコーディオンデュオとしてライブ活動を行っている。
- 『ジャバラ姉妹』 - 映画のサウンドトラック

### ゲスト参加アルバム
- サウンドノベルゲーム「花帰葬」（HaccaWorks）志方あきこ作曲（1曲参加、ゲーム本編のみ）
- 志方あきこ
  - 「廃墟と楽園」（「MARE」と「ラヂオ予報」に参加）
  - 「Navigatoria」（「花帰葬」「空の茜　空の蒼」の2曲参加）
- Kirche
  - マキシシングル「Schwarz Nacht」（2曲参加）
  - PS2・ドリームキャスト用ミステリーアドベンチャーゲーム「PIZZICATO POLKA～縁鎖現夜」テーマ曲
  - マキシシングル「唄は語り継がれる」（1曲参加）
  - 「プレアデス」
- Quitab「大地の祭」
- みとせのりこ
  - 「ヨルオトヒョウホン」 ※Rivendell名義（「早春賦」「ナマリエ」の2曲にアレンジ・演奏参加）
  - ワークス　セレクションアルバム「crochet」（「crochet」に参加）
  - 「カタン」（Rivendellとして計8曲にアレンジと演奏で参加）
- みずさわゆうき「cascade」（4曲参加）
- PS2ゲーム「マナケミア 〜学園の錬金術士たち〜」サウンドトラック（「TOGGLE」に参加）
- アトリエシリーズ10周年記念作品「フォルクスリート2」（「carrot」に参加）
- 国分寺エクスペリエンス「ミライ」（「ふとん」に参加）
- ZABADAK
  - 「回転劇場」（「開場」「線香花火」に参加）
  - 「宇宙のラジヲ」（「秋霖」の作曲およびRivendellで全曲に演奏参加）
- PS2ゲーム「まほろばStories」サウンドトラック「まほろばStories-Library of Fortune-」（エンディング作編曲およびRivendellで演奏）
- アルトネリコイメージアルバム「「焔~ホムラ」~Ar tonelico2 hymmnos concert Side.紅~」（「Hartes ciel, melenas walasye.」に参加）
- Rabsaris「ココロコバコ」（「ほしのこえ」に参加）
- 石橋優子「悠かなる刻の詩声」（2曲参加）
- 大貫妙子カバー集「音のブーケ」（「Rain Dance」に蛇腹姉妹で参加）